# 鳩吹山

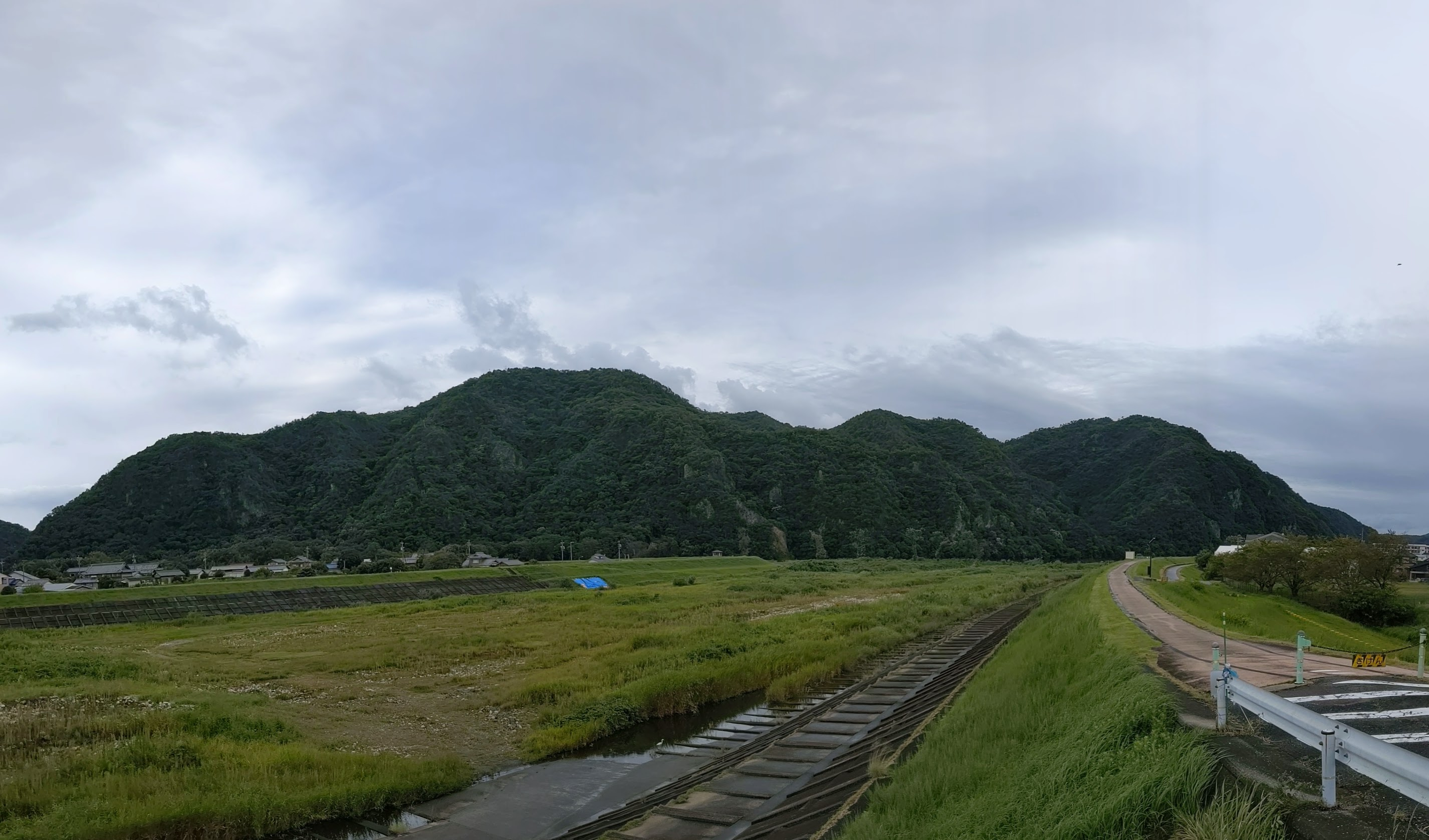
坂祝町の一色大橋からの眺め（北側）

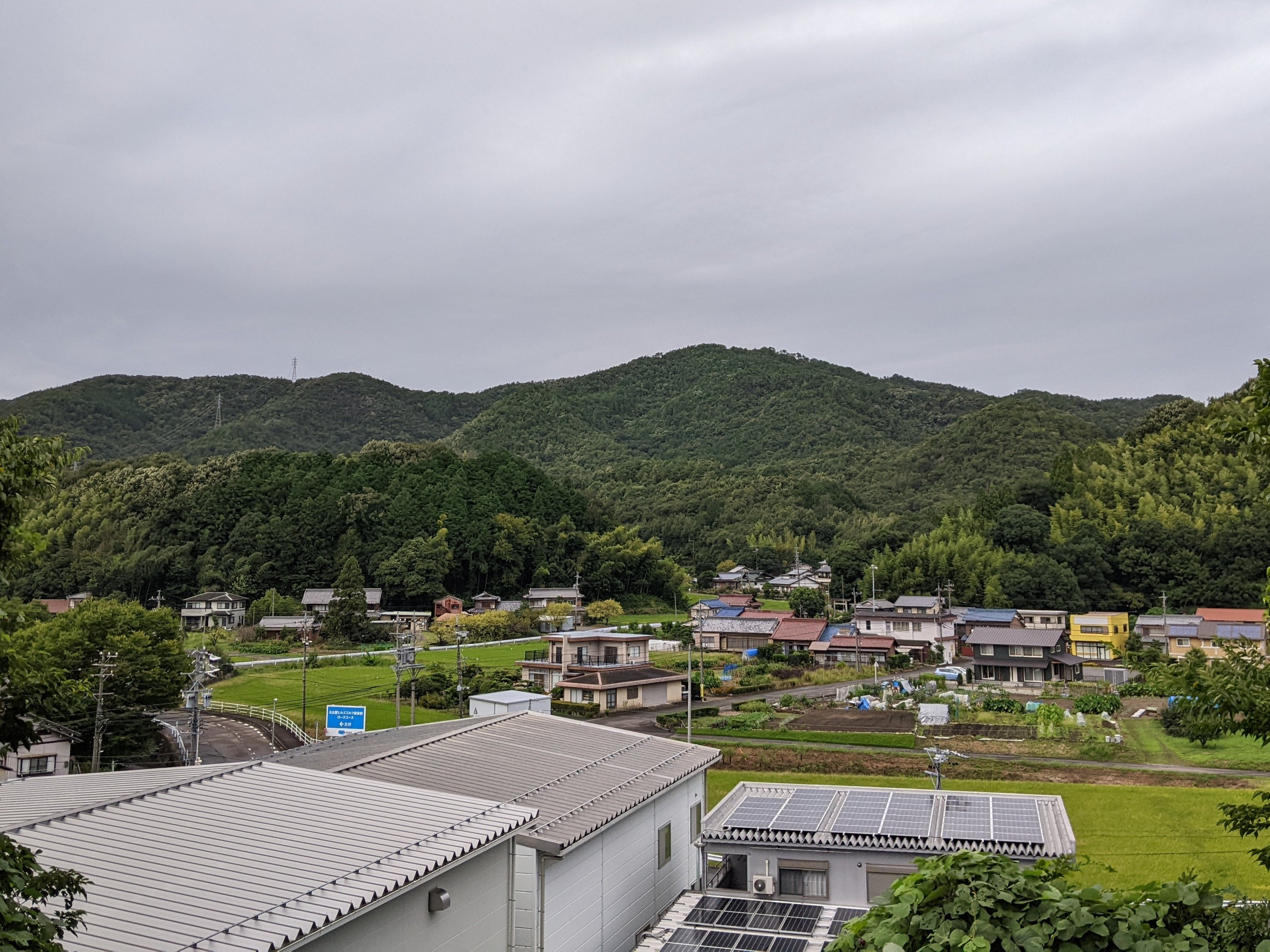
可児市鳩吹台からの眺め（南側）

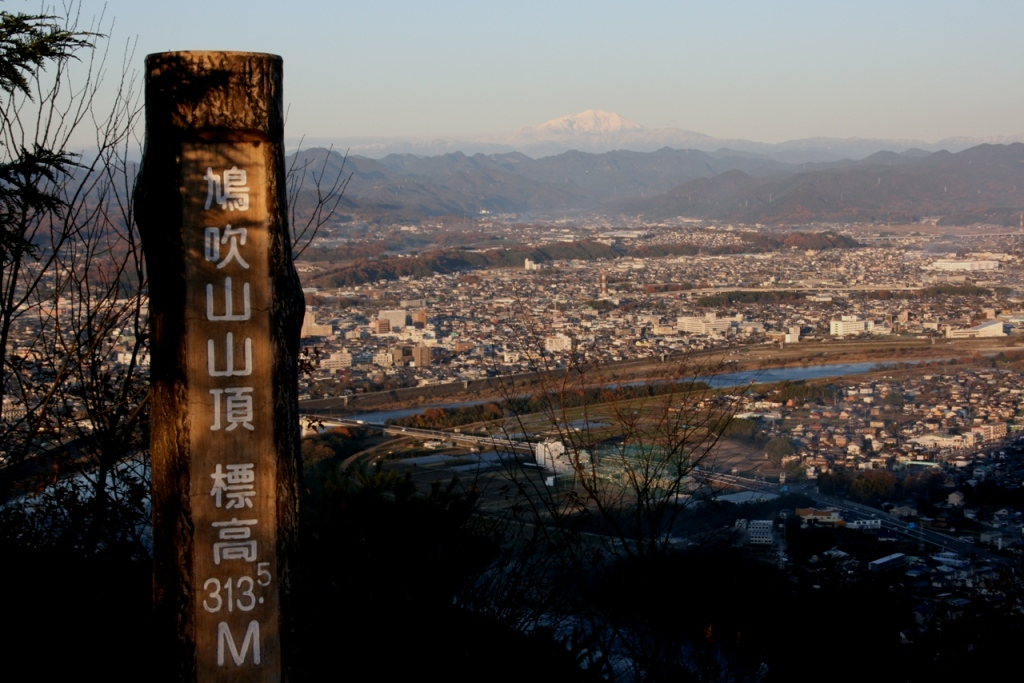
鳩吹山頂上から望む木曽川と御嶽山の夕景

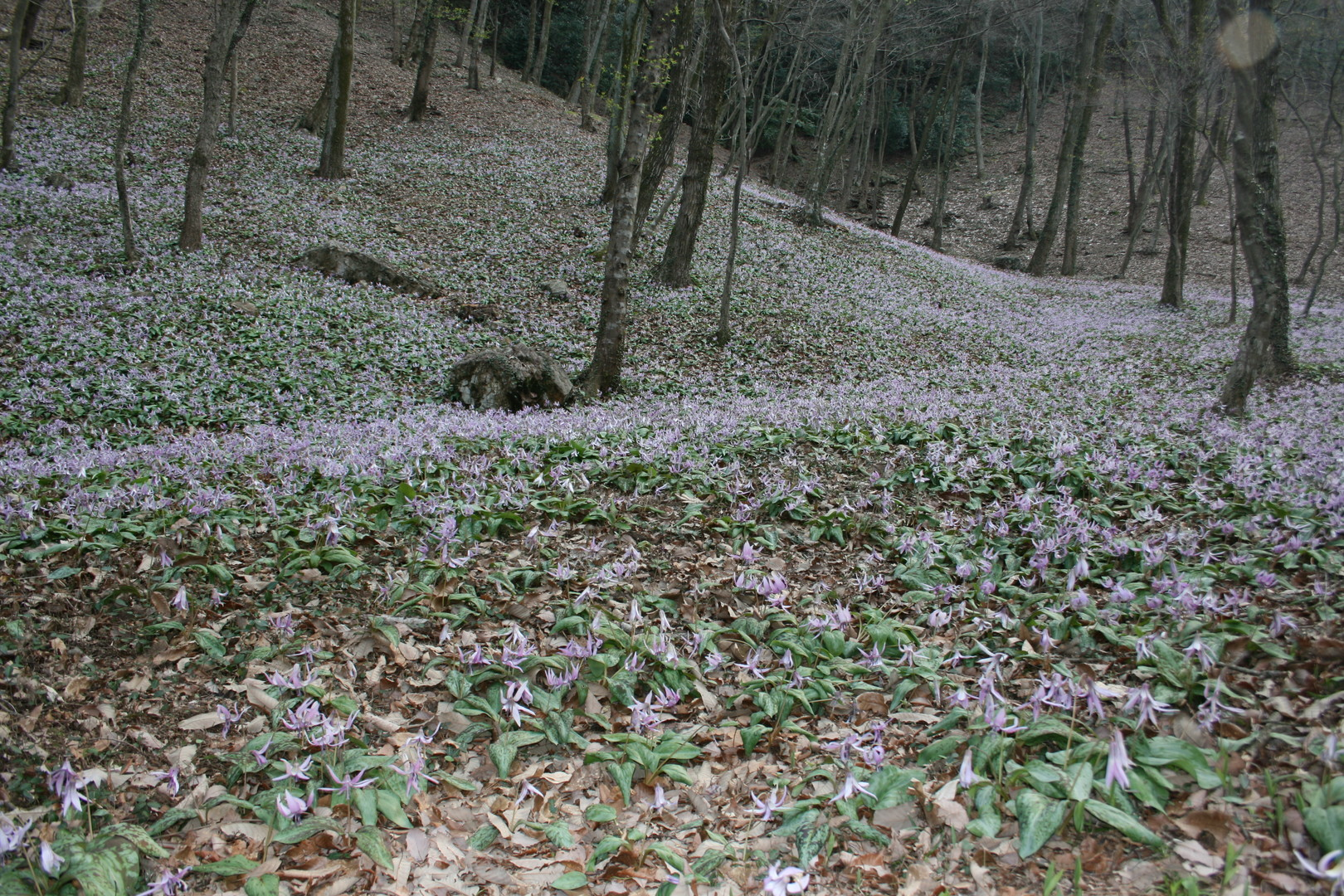
鳩吹山のカタクリ群生地

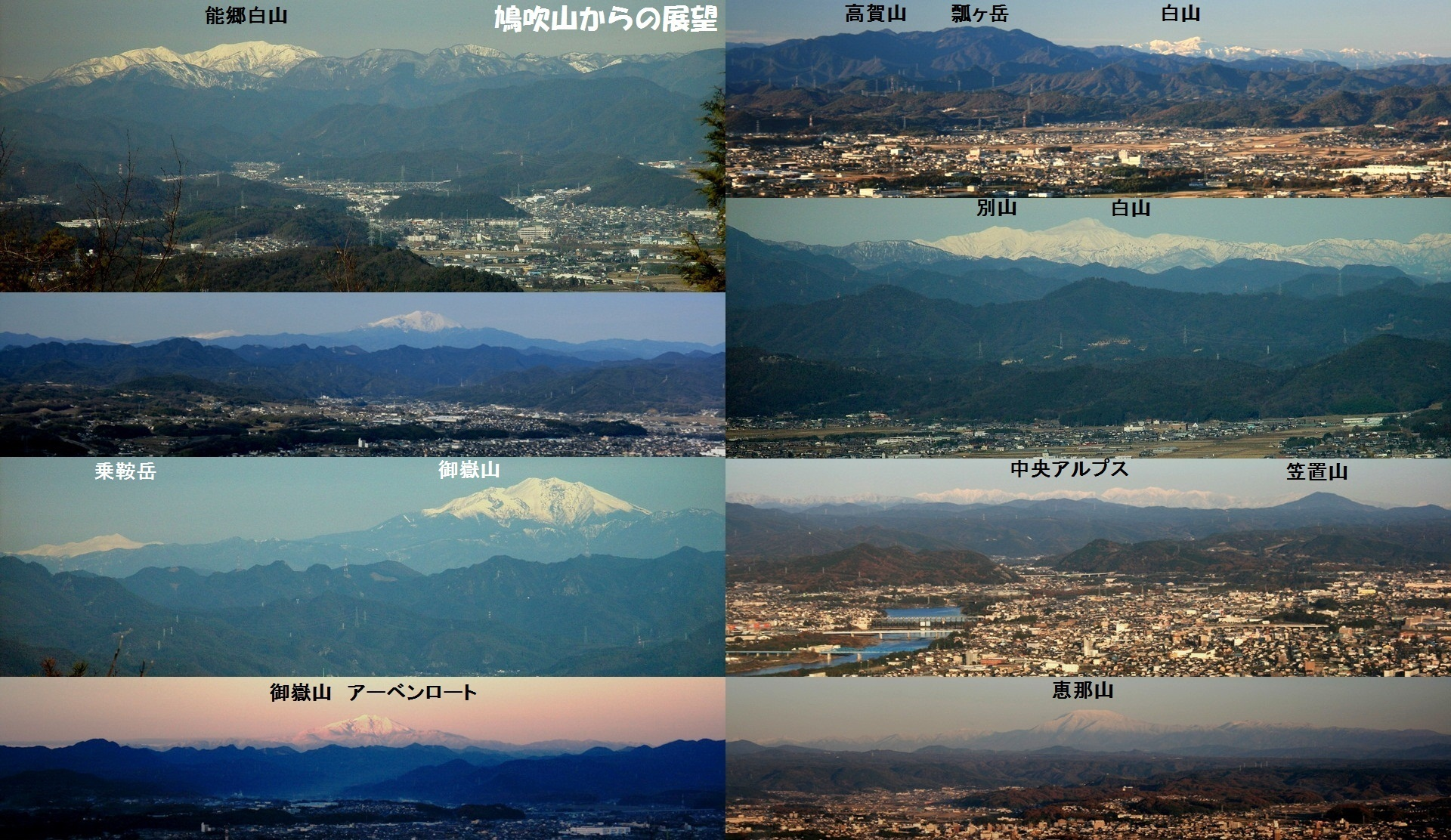
鳩吹山からの望む遠方の山々

鳩吹山（はとふきやま）は、岐阜県可児市の西端にある標高313mの山。

## 概要
地元住民に里山として、親しまれている。そのすぐ北側には木曽川が流れている。北斜面は急勾配の岩壁が多く、その岩の上からは日本ライン下りの観光船を見降ろすことができる。東側には木曽川の支流の可児川が流れている。山頂には三等三角点と休憩用のテーブルとベンチがなどあり、北側の展望がある平らな広い山頂はハイカーの絶好の休憩地となっている。その山頂からは美濃加茂市街地や、白山、北アルプス、御嶽山、中央アルプス、恵那山、南アルプスなどの遠方の山々を見渡すことができる。最寄りの駅は名鉄広見線の可児川駅である。

## 鳩吹山遊歩道
可児市が遊歩道や休憩舎などの施設を整備し、四季を通じて地元のハイカーが利用している。石原口及び真禅寺口の登山口付近には東海自然歩道が通っている。登山道を含む山一帯では、ガスバーナーなどの火気使用は禁止されている。西山休憩舎付近からは、南西方向へ継鹿尾山を経て寂光院まで登山道が伸びていて、その西側は東海自然歩道になっている。西山の西側の愛知県犬山市の山域には、多くのコースからなる栗栖遊歩道がある。

### 鳩吹山の植物
山腹には、シデコブシの自生地があり、遊歩道周辺にはヒカゲツツジ、ミツバツツジ、ヤマザクラ、ヤマツツジ、ショウジョウバカマ、スミレなどが自生している。
|              |              |              |            |          |
| シデコブシ   | ヒカゲツツジ | ミツバツツジ | ヤマツツジ | カタクリ |
|              |              |              |            |          |
| シハイスミレ |              |              |            |          |

### 遊歩道の入口
カタクリ口
飛騨木曽川国定公園内の可児川下流域自然公園にはカタクリの群生地がある。この群生地で2012年（平成24年）から、『カタクリまつり』が開催されている

### 駐車場
駐車場（32台）とトイレがある。
- 大脇口 - 駐車場（5台）とトイレがある。
- 真禅寺口 - 駐車場（10台）とトイレがある。
- 西山口 - 西山林道の終点。
- 石原口 - 大平林道の峠。

### 休憩舎
- 小天神休憩舎
- 大天神休憩舎
- 西山休憩舎

## 周辺の山
| 山容 | 山名     | 標高 (m) | 三角点等級 基準点名 | 鳩吹山からの 方角と距離(km) | 備考                  |
| ---- | -------- | -------- | ------------------- | --------------------------- | --------------------- |
|      | 金華山   | 328.86   | 二等 「金花山」     | 西 19.8                     | 岐阜城                |
|      | 伊木山   | 173.06   | 三等 「伊木山」     | 南西7.9                     | 伊木の森              |
|      | 鳩吹山   | 313.32   | 三等 「天神山」     | 0                           | 可児市                |
|      | 西山     | 339.90   | 四等 「西山」       | 西 1.3                      | 犬山市の最高峰        |
|      | 継鹿尾山 | 273.14   | 二等 「栗栖村」     | 南西 3.6                    | 東海自然歩道 寂光院   |
|      | 尾張富士 | 275.04   | 四等 「尾張富士」   | 南 8.4                      | 尾張三山 大宮浅間神社 |
|      | 本宮山   | 292.84   | 一等 「尾本宮山」   | 南 9.6                      | 尾張三山 大縣神社     |

## 放送施設
山頂には、コミュニティ放送局であるFMラインウェーブの送信所が置かれている。
| 放送局名                        | コールサイン | 周波数  | 空中線電力 | ERP | 放送対象 地域                  | 放送区域 内世帯数 | 偏波面   | 運用開始日     |
| ------------------------------- | ------------ | ------- | ---------- | --- | ------------------------------ | ----------------- | -------- | -------------- |
| FMラインウェーブ 愛称「FMらら」 | JOZZ6BA-FM   | 76.8MHz | 10W        | 15W | 可児市 美濃加茂市 可児郡御嵩町 | 62,568世帯        | 水平偏波 | 2012年 7月24日 |